# Petrovo (Štimlje)
Pour les articles homonymes, voir Petrovo.
Petrovë en albanais est une localité du Kosovo située dans la commune/de Shtime/Štimlje, district de Ferizaj/Uroševac (Kosovo) ou district de Kosovo. Selon le recensement kosovar de 2011, elle compte 2 543 habitants.

## Géographie
Un village situé dans la commune de Shtime, province de Ferizaj au Kosovo

## Histoire
Sur le territoire du village se trouvent les ruines d'une église remontant au XVe siècle ; mentionnées par l'Académie serbe des sciences et des arts, elles sont inscrites sur la liste des monuments culturels du Kosovo.

## Démographie

### Évolution historique de la population dans la localité
| 1948 | 1953 | 1961  | 1971  | 1981  | 1991  | 2011  |
| ---- | ---- | ----- | ----- | ----- | ----- | ----- |
| 887  | 968  | 1 149 | 1 450 | 1 961 | 2 319 | 2 543 |

|  |

### Répartition de la population par nationalités (2011)
En 2011, les Albanais représentaient 99,88 % de la population.